# Hermbstaedtia schaeferi
Hermbstaedtia schaeferi là loài thực vật có hoa thuộc họ Dền. Loài này được Schinz & Dinter mô tả khoa học đầu tiên năm.